# Józef Smaga (wojskowy)
Józef Smaga, ros. Иосиф (Юзеф) Иванович Смага (ur. 2 listopada 1896 w Dąbrówce, zm. 9 grudnia 1982 w Leningradzie) – polski i radziecki wojskowy, generał major Armii Czerwonej, generał brygady LWP.

## Życiorys
W 1908 ukończył szkołę powszechną i został ślusarzem w Lublinie, w 1915 ewakuowany na wschód, pracował w Piotrogrodzie. W 1916 zwolniony z pracy i aresztowany za udział w strajkach, potem wcielony do rosyjskiej armii. 
Po rewolucji lutowej 1917 wrócił do pracy i wstąpił do Gwardii Czerwonej, SDPRR(b) i SDKPiL. Podczas rewolucji październikowej brał udział w walkach o Piotrogród. W lutym 1918 walczył w obronie tego miasta. W marcu 1918 został dowódcą drużyny i plutonu w Jurjewskim Batalionie Putiłowskiej Dywizji Strzelców, a w kwietniu 1918 agitatorem-organizatorem w oddziale politycznym Zachodniej Dywizji Strzelców. Od stycznia 1919 w lotnictwie tej dywizji. Komisarz 38 Oddziału Lotniczego Frontu Zachodniego. W 1920 zdobył uprawnienia pilota wojskowego i został instruktorem w szkole pilotów w Jegorjewsku. Od października 1925 dowódca klucza w 8 Eskadrze Lotniczej w Moskwie, a od maja 1929 dowódca eskadry w 3 Wyższej Szkole Lotniczej w Orenburgu. Od lipca 1933 dowódca 23 Brygady Ciężkich Bombowców w Monino. W latach 1935–1936 słuchacz Wojskowej Akademii Lotniczej w Moskwie, następnie dowódca brygady lotniczej w Wojskowej Szkole Lotniczej Marynarki Wojennej im. Stalina. W latach 1938–1940 zwolniony w ramach czystek stalinowskich, od sierpnia 1940 zastępca dowódcy brygady lotniczej w Północnokaukaskim Okręgu Wojskowym, od maja 1941 dowódca pułku w Wojskowej Szkole Lotniczej w Krasnodarze. Na przełomie 1942/1943 brał udział w walkach z Niemcami. 
W kwietniu 1944 został skierowany do służby w Polskich Siłach Zbrojnych w ZSRR w stopniu pułkownika. 30 lipca 1944 został p.o. dowódcy, a od 31 sierpnia dowódcą 1 Polskiej Dywizji Lotniczej. Kierował operacjami tej dywizji na przyczółku warecko-magnuszewskim i w okolicach Warszawy. 11 listopada 1944 mianowany przez KRN generałem brygady; później zweryfikowany przez Radę Komisarzy Ludowych ZSRR jako generał major Armii Czerwonej. Od 27 grudnia 1944 komendant Zjednoczonej Szkoły Lotniczej WP w Zamościu, a od 13 kwietnia 1945 – Wojskowej Szkoły Pilotów w Dęblinie. W maju 1946 odwołany ze stanowiska przez marsz. Michała Żymierskiego-Rolę za niewłaściwe kierowanie szkołą i dopuszczenie do upadku dyscypliny i nadużyć finansowych. W lipcu 1946 powrócił do ZSRR. W 1948 przeniesiony do rezerwy.
Mieszkał w Leningradzie, gdzie zmarł.

## Ordery i odznaczenia
- Order Lenina (ZSRR, 1945)[1]
- Order Czerwonego Sztandaru (ZSRR, dwukrotnie w 1944)
- Order Czerwonej Gwiazdy (ZSRR)
- Medal „Za zwycięstwo nad Niemcami w Wielkiej Wojnie Ojczyźnianej 1941–1945” (ZSRR)
- Krzyż Komandorski Orderu Odrodzenia Polski (1945)
- Order Krzyża Grunwaldu III klasy (11 maja 1945)[2]
- Złoty Krzyż Zasługi (1946)
- Medal za Warszawę 1939–1945
- Medal Zwycięstwa i Wolności 1945
- Odznaka „Zasłużony dla Lotnictwa” (1975)[3]

## Upamiętnienie
Jego imię nosiła 4. Dywizja Lotnictwa Myśliwskiego w Malborku i Szkoła Podstawowa w Korytowie k. Żyrardowa.